# Château de la Chassagne (Saint-Hilaire-le-Château)
Pour les articles homonymes, voir Château de la Chassagne.
Le château de la Chassagne est situé au lieu-dit la Chassagne, dans la commune de Saint-Hilaire-le-Château, dans le département de la Creuse, région Nouvelle-Aquitaine, en France.

## Présentation
C'est un ancien château-fort médiéval transformé en maison d'hôte à partir de 2013.
Son nom provient du gallo-romain cassanea: « chênaie ». Le site fut appelé Chassaigne au cours du Moyen Âge.

## Historique
Dès le Moyen Âge le château fut une seigneurie importante avec justice haute moyenne et basse.
Cette seigneurie s’étendait dans l’enclave poitevine constituant l’élection de Bourganeuf, sur quatre paroisses: St Hilaire le Château, La Pouge, Soubrebost et Vidaillat.
Elle appartenait encore au début du XVIe siècle à Michel de la Chassagne, le dernier seigneur à porter le nom patronymique de sa terre.
Le domaine utile comprenait, au XVIe siècle: deux moulins, quatre étangs et 3 métairies.
Dressé en 1576, le terrier indique qu’il y avait alors « chastel avec fossés et pont-levis ». Le pont-levis a disparu sans laisser aucune trace visible ainsi que les fossés et les douves sèches qui entouraient la petite forteresse.

### Propriétaires
En 1544, Louise, la fille de Michel de la Chassagne (dernier Seigneur à porter le nom patronymique de sa terre) épousa Pierre de Saint-Julien, fils de Dordet de Saint-Julien et de Marguerite d’Aubusson de la Borne. De leur union naquit Gaspard, qui épousa Françoise de St Julien en 1599. Il épousa Françoise de Saint Julien. Leur fille, Anne de Saint julien de la Chassagne était l’épouse de Philibert de la Roche Aymon de Saint Maixent.
Leur fille Anne de St Julien La Chassagne, épousa Philibert de la Roche Aymon de St Maixent (prénommé "le grand diable"). Vers 1640, il fit étrangler sa femme en son château de Saint Maixent. Avant ce meurtre était née de leur union, Marie Suzanne de la Roche Aymon qui apporta la Chassagne et Saint-Maixent en dot à Renaud de Malleret. D’eux naquit Gaspard-Sylvain, marié à Marie de Gain de Montagnac en 1754.
Leur fils, Jean Baptiste Louis de Malleret, dernier marquis de Saint-Maixent et Seigneur de la Chassagne, député de la noblesse aux États généraux de 1789 pour la Sénéchaussée de Guéret, mourut en émigration.
La terre de la Chassagne appartint ensuite à la famille Tixier La Chassagne et Tixier La Chapelle. Le descendant Louis Dubois de Belair (1910-2012), mit tout en œuvre pour remettre en état et faire revivre cette demeure.

## Architecture
Le château est situé sur un parc arboré de cinq hectares.

## Autres informations
Le domaine borde la rive droite de la rivière Thaurion, qui passe quelques kilomètres en aval au château de Pontarion.

### Pages externes
- Vue générale du château, après 2013